# سزار سیه‌لو
سزار سیه‌لو (به پرتغالی: César Cielo) (زادهٔ ۱۰ ژانویهٔ ۱۹۸۷) شناگر اهل برزیل است.
او با کسب سه مدال المپیک، شش طلای قهرمانی جهان (LC) و شکستن دو رکورد جهانی، پرافتخارترین شناگر برزیلی در تاریخ این کشور محسوب می‌شود.